# Bitva o Mongolsko
Bitva o Mongolsko proběhla v březnu 1921 na území dnešního Mongolska a byla součástí ruské občanské války. Jejím hlavním aktérem byl generál baron Roman Fjodorovič Ungern von Sternberg, také přezdívaný „šílený baron“ nebo „krvavý baron“.

## Situace před konfliktem
Po politických rozbrojích mezi jednotlivými bělogvardějskými frakcemi se oddělila skupina kozáckých regimentů spolupracujících s Japonci kolem Ungerna-Sternberga a Grigorije Semjonova. Ti se vydali přes jižní Rusko a střední Asii na Dálný východ. Tehdy si Ungern-Sternberg vyhlédl právě Mongolsko za svoje nové útočiště. Spojil se s hlavou mongolského státu a představitelem mongolského buddhismu, Bogd-chánem (Bogd-gégenem) a získal jeho politickou podporu v boji proti Číňanům. Ungernovým vojákům se podařilo osvobodit Bogd-chána z čínského zajetí a ten přislíbil politickou záštitu jeho novému režimu.

## Průběh konfliktu

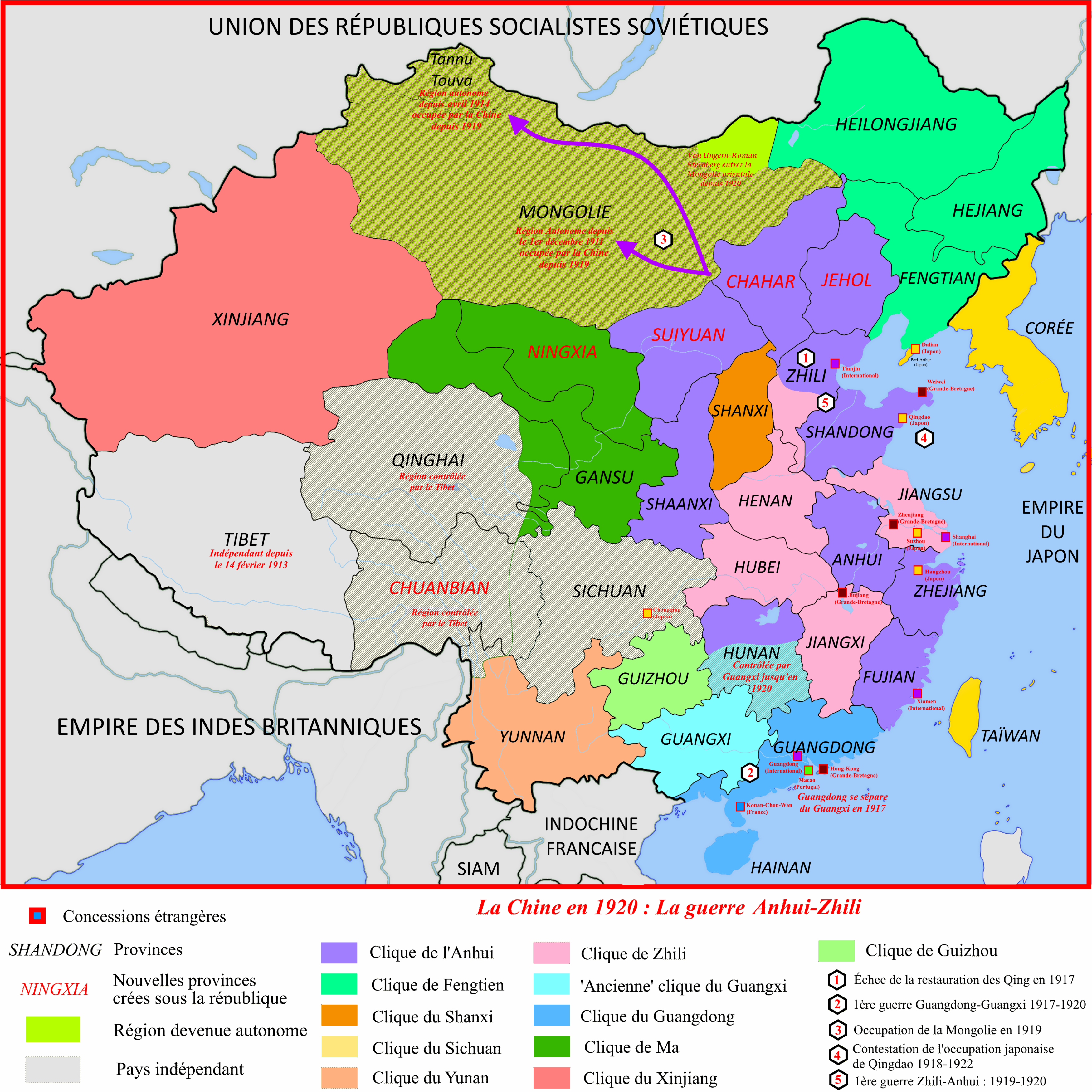
Generál Ungern-Sternberg v Mongolsku

V březnu Ungern-Sternberg přepadl vojska čínské republikánské armády. Ta ovšem jeho armádu odrazila. Ungern přešel k chytré lsti. Jedné březnové noci nechal Ungern podpálit lesy v Mongolsku tak, aby si čínští vojáci mysleli, že proti nim postupuje obrovská armáda. Lest byla úspěšná a čínští vojáci se dali se na rychlý ústup.

## Důsledky konfliktu
13. března 1921 Ungern vyhlásil svoji loutkovou diktaturu v Mongolsku zaštítěnou politicky Bogd-chánem. Prohlásil se za „převtělení Čingischána“ a za cíl si dal vyhladit všechny skutečné i domnělé komunisty, opozičníky a Židy. Podle očitého svědectví polského cestovatele Ferdinanda Ossendowského byl baron Ungern přesvědčeným buddhistou. Mezitím dostávala nově vznikající pravidelná Ungernova armáda rozsáhlé dodávky zbraní a munice od japonských interventů.